# 線紋鰕鱂
線紋鰕鱂（学名：Aplocheilus lineatus）為輻鰭魚綱鯉齒目鰕鱂亞目鰕鱂科的其中一種，為熱帶淡水魚，分布於亞洲印度、斯里蘭卡淡水、半鹹水流域，體長可達10公分，棲息在高海拔的溪流、水庫至紅樹林、沼澤底中層水域，以昆蟲、孑孓等為食，生活習性不明，可做為觀賞魚。
其种加词“Lineatus”意为“线形的”。